# Сент-Элали-де-Сернон
Сент-Элали́-де-Серно́н (фр. Sainte-Eulalie-de-Cernon, окс. Senta Aulària de Sarnon) — коммуна во Франции, находится в регионе Окситания. Департамент — Аверон. Входит в состав кантона Корню. Округ коммуны — Мийо.
Код INSEE коммуны — 12220.
Коммуна расположена приблизительно в 550 км к югу от Парижа, в 145 км восточнее Тулузы, в 65 км к юго-востоку от Родеза.

## Население
Население коммуны на 2008 год составляло 248 человек.
| 1962 | 1968 | 1975 | 1982 | 1990 | 1999 | 2008 |
| ---- | ---- | ---- | ---- | ---- | ---- | ---- |
| 220  | 248  | 253  | 230  | 219  | 221  | 248  |

## Экономика
В 2007 году среди 140 человек в трудоспособном возрасте (15—64 лет) 98 были экономически активными, 42 — неактивными (показатель активности — 70,0 %, в 1999 году было 63,2 %). Из 98 активных работали 92 человека (56 мужчин и 36 женщин), безработных было 6 (2 мужчин и 4 женщины). Среди 42 неактивных 10 человек были учениками или студентами, 18 — пенсионерами, 14 были неактивными по другим причинам.

## Достопримечательности
- Церковь (XII век). Памятник истории с 1927 года[3]
- Комтурство Сент-Этьен-де-Сернон[фр.] (XIII век). Памятник истории с 1976 года[4]
- Средневековый город с хорошо сохранившимися остатками крепостной стены и башнями
- Городские ворота
- Дольмены

## Фотогалерея
- Церковь Сент-Элали
- Сент-Элали-де-Сернон
- Комтурство Сент-Этьен-де-Сернон